# بیکینی سفید اورزولا اندرس
بیکینی سفید اورزولا اندرس موسوم به بیکینی دکتر نو (به انگلیسی: Dr. No bikini) یک بیکینی سفید است که اورزولا اندرس، بازیگر نقش هانی رایدر در فیلم بریتانیایی دکتر نو (فیلم) (از مجموعه فیلم‌های جیمز باند، اکران ۱۹۶۲)، در این فیلم یک بیکینی سفید پوشید. این بیکینی یکی از مشهورترین بیکینی‌های تاریخ است و صحنهٔ معرفی هانی رایدر (که با خروج او از اقیانوس همراه است) از معروف‌ترین لحظات تاریخ سینما و مد است.
اندرس خود گفته‌است که موفقیتش را به آن بیکینی سفید مدیون است: «این بیکینی مرا به یک موفقیت بدل ساخت. در پی هنرپیشگی به عنوان اولین باند گرل، من این آزادی را به دست آوردم که نقش‌های بعدی‌ام را خودم انتخاب کنم و از لحاظ مالی هم مستقل باشم.»

## فيلم
هانی رایدر یک ساحل نشین است که با فروش صدف در میامی امرار معاش می کند. همانطور که در رمان، او یک زن بسیار مستقل است که ادعا می کند به کمک کسی نیاز ندارد. رایدر مدبر و شجاع بیان می کند که می تواند در اولین ملاقات با باند از خود در برابر هر دشمنی دفاع کند. اگرچه او ابتدا نسبت به باند محتاط است، اما به او اجازه داده می شود تا زمانی که نظر می دهد که نیاتش محترمانه است، نزدیک تر شود.
مانند پوسی گالور در گلدفینگر، رایدر تا نیمه های فیلم ظاهر نمی شود. او با آواز «زیر درخت انبه» از اقیانوس بیرون می‌آید، وقتی باند به آواز می‌پیوندد او را مبهوت می‌کند. او خنجر خود را بیرون می‌کشد، با احتیاط از موقعیت باند، اما به او اعتماد می‌کند. رایدر در حالی که تحت تعقیب قرار می گیرد، راهی مخفیانه برای فرار از مردان No به کوارل و باند نشان می دهد. پس از اینکه آنها از مردان No فرار می کنند، او به باند می گوید که چگونه پدرش در هنگام سوار شدن به Crab Key مرده است و یک صاحبخانه محلی به او تجاوز کرده است. رایدر نقل می کند که چگونه با گذاشتن یک عنکبوت بیوه سیاه در پشه بندش انتقام گرفت و باعث مرگ طولانی مدت او شد. زمانی که در یک منطقه باتلاقی از جزیره، کوارل، باند و رایدر با "اژدهای" نو روبرو می شوند. نزاع می میرد و دو نفر باقی مانده اسیر می شوند. مردان نه، تشعشعاتی را که هانی و باند روی لباس‌هایشان ریخته‌اند، می‌شویند و اتاق‌های لوکس پیدا می‌کنند. روز بعد، آن‌ها با دکتر شماره ملاقات می‌کنند. وقتی در حال گفتگو بودند، رایدر از او خارج شد. پس از اینکه باند نو را می‌کشد، او را از جزیره نجات می‌دهد و آنها در یک قایق یدک‌کش عشق می‌ورزند.
کریستین بولد استدلال می‌کند که شخصیت فیلم «بسیار کمتر مدبر» نسبت به کتاب است: «در حالی که، در رمان، دانش برتر او از زندگی دریایی، فرار او را از تله دکتر نو تسهیل می‌کند، در فیلم او به‌طور درمانده به زنجیر بسته شده است و باید بشود. توسط باند نجات داده شد هانی رایدر یک ساحل نشین است که با فروش صدف در میامی امرار معاش می کند. همانطور که در رمان، او یک زن بسیار مستقل است که ادعا می کند به کمک کسی نیاز ندارد. رایدر مدبر و شجاع بیان می کند که می تواند در اولین ملاقات با باند از خود در برابر هر دشمنی دفاع کند. اگرچه او ابتدا نسبت به باند محتاط است، اما به او اجازه داده می شود تا زمانی که نظر می دهد که نیاتش محترمانه است، نزدیک تر شود.
مانند پوسی گالور در گلدفینگر، رایدر تا نیمه های فیلم ظاهر نمی شود. او با آواز «زیر درخت انبه» از اقیانوس بیرون می‌آید، وقتی باند به آواز می‌پیوندد او را مبهوت می‌کند. او خنجر خود را بیرون می‌کشد، با احتیاط از موقعیت باند، اما به او اعتماد می‌کند. رایدر در حالی که تحت تعقیب قرار می گیرد، راهی مخفیانه برای فرار از مردان No به کوارل و باند نشان می دهد. پس از اینکه آنها از مردان No فرار می کنند، او به باند می گوید که چگونه پدرش در هنگام سوار شدن به Crab Key مرده است و یک صاحبخانه محلی به او تجاوز کرده است. رایدر نقل می کند که چگونه با گذاشتن یک عنکبوت بیوه سیاه در پشه بندش انتقام گرفت و باعث مرگ طولانی مدت او شد. زمانی که در یک منطقه باتلاقی از جزیره، کوارل، باند و رایدر با "اژدهای" نو روبرو می شوند. نزاع می میرد و دو نفر باقی مانده اسیر می شوند. مردان نه، تشعشعاتی را که هانی و باند روی لباس‌هایشان ریخته‌اند، می‌شویند و اتاق‌های لوکس پیدا می‌کنند. روز بعد، آن‌ها با دکتر شماره ملاقات می‌کنند. وقتی در حال گفتگو بودند، رایدر از او خارج شد. پس از اینکه باند نو را می‌کشد، او را از جزیره نجات می‌دهد و آنها در یک قایق یدک‌کش عشق می‌ورزند.
کریستین بولد استدلال می‌کند که شخصیت فیلم «بسیار کمتر مدبر» نسبت به کتاب است: «در حالی که، در رمان، دانش برتر او از زندگی دریایی، فرار او را از تله دکتر نو تسهیل می‌کند، در فیلم او به‌طور درمانده به زنجیر بسته شده است و باید بشود. توسط باند نجات داده شد

## رمان
‏هانیسوار ریدر یک غواص صدفی جامائیکایی است که از یک خانواده قدیمی مستعمره است. او در پنج سالگی یتیم شد که خانه پدر و مادرش به آتش کشیده شد. او سپس تا ۱۵ سالگی با دایه سیاه خود در یک انبار زندگی کرد، زمانی که دایه اش درگذشت. رایدر فاش می کند که ناظر ملکی که در آن زندگی می کند به او به عنوان یک دختر جوان، تجاوز کرده است. او بعداً با کشتن مرد با عنکبوت بیوه سیاه انتقام تجاوز خود را گرفت.  
رایدر زنی مستقل و بسیار زیباست، با نقص جزئی بینی شکسته، خاطره ای ماندگار از مشت های ناظر برای تسلیم کردن او قبل از تجاوز جنسی. او یک غواص پوسته در نزدیکی Crab Key شد تا از فروش صدفها به کلکسیونرهای آمریکایی پول کافی به دست آورد تا بتواند بینی خود را جراحی پلاستیک کند. هنگامی که در Crab Key است، او با جیمز باند ملاقات می کند و رویای خود را برای تبدیل شدن به یک دختر تلفنی در شهر نیویورک به منظور داشتن یک سبک زندگی خوب به او اعتماد می کند. باند به آرامی او را منصرف می‌کند و به این موضوع اشاره می‌کند که فحشا چقدر کثیف است. رایدر و باند بعداً توسط دکتر جولیوس نو دستگیر می‌شوند که سعی می‌کند رایدر را با بستن او به چند سنگ بکشد و به خرچنگ‌ها اجازه می‌دهد او را زنده بخورند. با این حال، او آگاه است که خرچنگها از گوشت انسان بیزارند و به او حمله نمی کنند. او فرار می کند، با باند به شدت مجروح شده ملاقات می کند و پس از اینکه باند سه قاتل اجیر شده دکتر نو را می‌کشد، آنها حشره شنی زره پوش او را می دزدند و به قایق رانی مخفی باند می گریزند. سپس رایدر به تنهایی آنها را به جامائیکا برمی گرداند در حالی که باند بیهوش در ته قایق دراز می کشد. سپس از زخم های او مراقبت می کند تا روز بعد بتواند به بیمارستان برود. در کتاب اشاره شده است که او و باند بعداً به شهر نیویورک سفر خواهند کرد، جایی که رایدر بینی خود را درست می کند. و در بازگشت، در موزهٔ تاریخ طبیعی جامائیکا کار خواهد کرد. قبل از جدایی، باند و رایدر در خانه اش شام می خورند و این زوج قبل از اینکه باند جامائیکا را ترک کند، یک شب عاشقانه را با هم دارند.
در رمان‌های بعدی، باند به چگونگی نقل مکان هانیچیل به فیلادلفیا می‌پردازد، جایی که با دکتری به نام وایلدر ازدواج کرد و دو فرزند از او داشت